# پیتر هابلر
پیتر هابلر (انگلیسی: Peter Habeler؛ زادهٔ ۲۲ ژوئیه ۱۹۴۲ در شهر مایرهوفن کشور اتریش)، کوهنورد اهل اتریش است. او از سن شش سالگی به کوهنوردی علاقه‌مند شد. نخستین تلاش‌های ثبت شده از هابلر در کوه‌های راکی و نشنال پارک یوسی میتی می‌باشد و البته از او به عنوان نخستین اروپایی که موفق به صعود دیواره‌های این منطقه گردید یاد می‌کنند.
آغاز کوهنورد جدی هابلر به همراه راینولد مسنر در سال ۱۹۶۹ می‌باشد که موفقیت‌های زیادی را نیز به همراه داشت.
اما جدی‌ترین و مهم‌ترین فعالیت این دو به همان صعود بدون کپسول اکسیژن اورست در سال ۱۹۷۸ و در معیت یک تیم اتریشی بازمی‌گردد. کاری که پیش از آن از سوی دانشمندان امری محال فرض می‌شد.
در آن صعود و در بازگشت از قله نیز هابلر با ثبت رکورد فرود تا گردنه جنوبی تنها در مدت یک ساعت رکوردی باور نکردنی ثبت نمود که سال‌ها پابرجا ماند. او رکرد صعود دیواره شمالی آیگر در مدت زمان ده ساعت را نیز در کارنامه ورزشی خود دارد. هابلر سال بعد (۱۹۷۹) قله اورست را به صورت انفرادی صعود نمود.
علاوه بر این موفقیت هابلر توانست صعودهای شاخص دیگری را نیز بر روی قلل ۸٬۰۰۰ متری به ثبت رساند که مهم‌ترین آن‌ها چو ایو، نانگا پاربات، کانگچنجونگا و گاشربروم ۱ می‌باشد و البته صعود گاشربروم۱ او بازهم به همراه رینهولد مسنر و البته به سبک آلپی و در مدت ۳ روز در تابستان ۱۹۷۵ صورت گرفت. از این صعود به عنوان نخستین صعود کاملاً آلپی بر روی یک ۸٬۰۰۰ متری یاد می‌گردد. او همچنین در سال ۲٬۰۰۰ مجدداً تلاشی دیگری بر روی قله اورست داشت که به دلیل مشکلات ریوی این صعود با موفقیت همراه نبود.
پیتر هابلر در سن ۲۱ سالگی به درجه مربیگری اسکی نایل آمد و بعدها اقدام به تأسیس مدرسه کوهنوردی و اسکی در زادگاهش نمود، که امروزه توسط پسر او اداره می‌شود و البته خود هابلر نیز در آن به تدریس مشغول است.